# Victor de Laveleye
Victor de Laveleye (Bruxelles, 5 novembre 1894 – Ixelles, 14 dicembre 1945) è stato un politico e tennista belga e ministro.
Fu anche giornalista e voce della Radio Belgique durante la seconda guerra mondiale.

## Biografia
Era laureato in giurisprudenza e fu membro del consiglio comunale di Saint-Gilles, presidente del Partito Liberale (1936–1937) e membro del parlamento (1939–1945) per il distretto di Bruxelles. Fu ministro della giustizia (1937) e della pubblica istruzione (1944–1945). Durante la seconda guerra mondiale leggeva le notizie alla Radio Belgique trasmessa dalle reti internazionali della BBC a favore della popolazione del Belgio occupato.

## Segno V per vittoria
Il 14 gennaio 1941, chiese ai belgi di scegliere la lettera "V" come segno di riscossa, essendo la prima lettera della parola victoire (vittoria) in lingua francese e vrijheid (libertà) in fiammingo. Questo fu l'inizio della "V campaign"" che vide creare graffiti sui muri del Belgio con la lettera "V". Successivamente l'uso venne introdotto in tutta Europa come segno di vittoria e libertà.

## Sport
Partecipò come giocatore di tennis ai Giochi olimpici del 1920 e del 1924. Era nipote del barone Edouard de Laveleye, presidente del Comitato olimpico Belga.